# RO-KYU-BU!
RO-KYU-BU! (로큐브)는 일본의 성우 유닛이다. 텔레비전 애니메이션 「로큐브!」의 주요 담당 성우 히카사 요코, 이구치 유카, 하나자와 카나, 히다카 리나, 오구라 유이의 5명에 의해 결성되었다.
악곡의 안무는 오구라가 담당해, 다른 멤버에게 지도했다. 일찍이 오구라와 같은 사무소였던 노토 아리사도 후술의 라이브나 「Get goal!」의 안무가로서 참가하고 있다.

## 내력
텔레비전 애니메이션 「로큐브!」의 방송에 임하여, 출연 성우 5명에 의한 유닛이 결성되는 것이 「성우 아니메디아」2011년 4월호에서 발표되어 다음 5월호에서 유닛명이 「RO-KYU-BU!」라고 결정된 것과 6월호로부터의 기획 연재의 개시가 고지되었다. 또, 4월에 아스키 미디어 워크스로부터 발매된 「로큐브!」드라마 CD에 대하고, 그녀들이 노래하는 테마 송 「키미사마콘니치원바운드(カミサマコンニチワンバウンド)」가 수록되었다.
2011년 6월 1일에 「로큐브!」의 애니메이션 사이트와는 별도로 RO-KYU-BU!의 공식 사이트가 개설되어 그녀들의 실사에 의한  PV가 공개되었다.
2011년 8월 17일 발매의 데뷔 싱글 「SHOOT!」이 8월 29일 첨부의 오리콘 주간 싱글 차트에서 첫등장 10위를 획득했다.
라이브 이벤트 「RO-KYU-BU!  LIVE TOUR 2011 -Fantastic Game-」가 2011년 10월 23일에 시나가와 스테라 볼, 2011년 10월 30일에 남바 Hatch, 2011년 11월 13일에 시나가와 스테라 볼(추가 공연)에서 각각 개최되었다.
그 후, 유닛으로서의 활동은 일단 휴지했지만, 2013년 7월부터의 텔레비전 애니메이션 제 2기 「로큐브! SS」개시에 맞춰 활동을 재개.
2013년 9월 29일에는 약 2년만이 되는 라이브 이벤트 「RO-KYU-BU!  LIVE 2013 -FINAL LIVE-」가 사이타마 슈퍼 아레나에서 개최되었다.

## 영향
본유닛으로의 활동 후 하나자와, 오구라, 이구치, 히가사의 4명은 솔로 데뷔를 완수했다. 이구치는 본유닛으로 즐겁게 노래하는 모습이 같은 레이블의 프로듀서인 나카야마 노부히로의 눈에 띄어, 그것이 데뷔의 계기가 되었다고 한다. 히가사는 이전부터 음악 활동의 오퍼를 계속 거절해 왔지만, 본유닛으로의 활동에 의해 노래하는 것의 즐거움을 실감해, 데뷔를 결의했다고 한다.

## 구성원
각 멤버에게는 원작자가 고안한 캐릭터의 등번호에 연관된 이명을 넣은 「RO-KYU-BU!의 <이명>!, <성우명>입니다!」라는 인사가 있다. 전원의 이미지 컬러는 흰색. 안무가:노토 아리사
| 등번호 | 성우          | 캐릭터          | 이명        | 이미지 컬러 |
| ------ | ------------- | --------------- | ----------- | ----------- |
| 6      | 히카사 요코   | 나가츠카 사키   | 식스 센스   | 파랑        |
| 5      | 이구치 유카   | 미사와 마호     | 쿨 파이브   | 노랑        |
| 4      | 하나자와 카나 | 미나토 토모카   | 판타스틱 포 | 빨강        |
| 7      | 히다카 리나   | 카시이 아이리   | 럭키 세븐   | 주황        |
| 8      | 오구라 유이   | 하카마다 히나타 | 에이트 비트 | 분홍        |

## 디스코그래피

### 싱글
| 매  | 발매일          | 타이틀    | 규격품번   | 규격품번   | 최고위 |
| 매  | 발매일          | 타이틀    | 초회한정반 | 통상반     | 최고위 |
| --- | --------------- | --------- | ---------- | ---------- | ------ |
| 1st | 2011년 8월 17일 | SHOOT!    | 1000232057 | 1000232058 | 10위   |
| 2nd | 2013년 7월 10일 | Get goal! | 1000412330 | 1000412331 | 11위   |

### 앨범
| 매  | 발매일          | 타이틀        | 규격품번   | 최고위 |
| --- | --------------- | ------------- | ---------- | ------ |
| 1st | 2011년 10월 5일 | pure elements | 1000232057 | 17위   |
| 2nd | 2013년 9월 4일  | Dear friends  | 1000412329 | 18위   |

### 영상 작품
| 매  | 발매일          | 타이틀                                     | 규격품번   |
| --- | --------------- | ------------------------------------------ | ---------- |
| 1st | 2013년 9월 4일  | RO-KYU-BU! LIVE TOUR 2011 -Fantastic Game- | 1000404884 |
| 2nd | 2014년 4월 23일 | RO-KYU-BU! LIVE 2013 -FINAL GAME-          | 1000478595 |

### 타이업
| 악곡                                                    | 타이업                                               | 시기   |
| ------------------------------------------------------- | ---------------------------------------------------- | ------ |
| 키미사마콘니치원바운드(カミサマコンニチワンバウンド)    | 「로큐브!」이미지 송                                 | 2011년 |
| SHOOT!                                                  | 텔레비전 애니메이션 「로큐브!」오프닝 테마           | 2011년 |
| Party Love~커지고 싶어~(Party Love〜おっきくなりたい〜) | 텔레비전 애니메이션 「로큐브!」엔딩 테마             | 2011년 |
| 번드르르☆옐(ギンギラ☆エール)                            | PSP게임 「로큐브!」오프닝 테마                       | 2011년 |
| 21세기 "미"소녀(21世紀"美"少女)                         | PSP 게임 「로큐브! 비밀의 유실물」오프닝 테마        | 2013년 |
| Get goal!                                               | 텔레비전 애니메이션 「로큐브! SS」오프닝 테마        | 2013년 |
| Rolling! Rolling!                                       | 텔레비전 애니메이션 「로큐브! SS」엔딩 테마          | 2013년 |
| 근두근두(キドキド)                                      | PS Vita 게임 「로큐브! 은밀한 셔터 찬스」오프닝 테마 | 2014년 |

## 라이브
- 「로큐브!」&「하느님의 메모장」TV애니메이션화 기념 스페셜 이벤트(2011년 6월 26일 일본소방회관)
- Animelo Summer Live 2011 -rainbow- (2011년 8월 28일 사이타마 슈퍼 아레나)
- 전격 문고가을의 제전 2011 로큐브! 라이브&토크 쇼(2011년 10월 2일 아키하바라 UDX)
- RO-KYU-BU! LIVE TOUR 2011 -Fantastic Game-(2011년 10월 23일・11월 13일 도쿄 시나가와 스테라 볼, 10월 30일 오사카 남바 Hatch)
- ASCII MEDIA WORKS 20th Anniversary DENGEKI MUSIC LIVE!! (2012년 10월 21일 마쿠하리 멧세)
- RO-KYU-BU! LIVE 2013 -FINAL LIVE-(2013년 9월 29일 사이타마 슈퍼 아레나)

## 서적
- RO-KYU-BU! 사진집 kiseki(2012년 1월 26일, 학연 퍼블리싱, ISBN 9784054051584)

### 내용주
1. ↑  다만, 동CD에는 유닛명은 기재되지 않았다/가사 카드에만 노래: RO-KYU-BU! 기재.

### 참조주
1. ↑  “ロウきゅーぶ!：花澤香菜ら声優5人がユニット「RO-KYU-BU!」結成　制服姿動画も公開”. 《まんたんウエブ》 (毎日新聞). 2011년 6월 1일. 2011년 6월 4일에 원본 문서에서 보존된 문서. 2011년 6월 2일에 확인함.
2. ↑  “ロウきゅーぶ！ ： 「RO-KYU-BU!」が歌うシングル「SHOOT!」が初登場10位に オリコン”. 《MANTANWEB》. 毎日新聞デジタル. 2011년 8월 23일. 2011년 11월 1일에 원본 문서에서 보존된 문서. 2013년 5월 8일에 확인함.
3. ↑  “RO-KYU-BU!が5年生チームと共に最高のパフォーマンスを披露！『RO-KYU-BU! LIVE 2013-FINAL LIVE-』”. 《こえぽた》. 2013년 10월 17일. 2013년 11월 7일에 확인함.
4. ↑  “人気声優の花澤香菜がソロ・デビュー決定! 公式サイトでカウントダウン開始”. タワーレコード. 2012년 2월 23일. 2013년 5월 8일에 확인함.
5. ↑  “「StylipS」の小倉唯がソロCDデビュー！ 1stシングル「Raise」発売”. 《アキバ総研》. 2012년 7월 18일. 2013년 3월 28일에 원본 문서에서 보존된 문서. 2013년 5월 8일에 확인함.
6. 1 2  “井口裕香さん歌手ソロデビューお披露目イベントレポート”. 《アニメイトTV》. フロンティアワークス. 2013년 1월 15일. 2014년 4월 7일에 원본 문서에서 보존된 문서. 2013년 5월 8일에 확인함.
7. 1 2  《リスアニ!》 (エムオン・エンタテインメント) (Vol.13): 158–165. 2013년 4월 25일. 다음 글자 무시됨: ‘和書’ (도움말); |제목=이(가) 없거나 비었음 (도움말)
8. ↑  “まったくロウきゅーぶ！は最高だぜ！『ロウきゅーぶ! ライブ&トークショー』レポート”. 《こえぽた》. 2011년 10월 18일. 2012년 3월 5일에 확인함.
9. 1 2  “「Animelo Summer Live 2011 -rainbow-」2日目 #5 RO-KYU-BU!”. 《OH》. 2011년 9월 11일. 2012년 5월 25일에 원본 문서에서 보존된 문서. 2012년 3월 5일에 확인함.
10. 1 2  蒼山サグ (2011년 10월 22일). “SagAoyama: RO-KYU-BU!メンバーのイメージカラーですが ・花澤さ ...”. Twitter. 2013년 5월 31일에 확인함.